# Oczarowe
Oczarowe, kotkowe (Hamamelididae Takht. 1967 daw. Hamamelidae) - podklasa w obrębie klasy Rosopsida. Należą do niej liczne rośliny strefy umiarkowanej, w tym również pospolite drzewa liściaste.
Cechy charakterystyczne:
- drzewiaste o pojedynczych liściach i drewnie zbudowanym tylko z cewek
- głównie jednopłciowe
- wiatropylne

## Nowa systematyka
- Nadrząd: Casuarinanae Takht. ex Reveal & Doweld 1999 	   	
  - Rząd: Casuarinales Lindl.  Nix.Pl.:167. 1833
- Nadrząd: Daphniphyllanae Takht.  Divers.Classif.Fl.Pl.:140 1997 	   	
  - Rząd: Balanopales Engl. in Engl. & Prantl  Nat.Pflanzenfam.Nachtr.:345. 1897.
  - Rząd: Barbeyales Takht. & Reveal Phytologia 74: 172 1993
  - Rząd: Buxales Takht. ex Reveal Phytologia 79: 72 1996 - bukszpanowce
  - Rząd: Daphniphyllales Pulle ex Cronquist Integr.Syst.Class.Fl.Pl.:178 1981.
  - Rząd: Didymelales Takht. Sist.Filog.Cvetk.Rast.:118 1967
  - Rząd: Simmondsiales Reveal Novon 2:239 1992
- Nadrząd: Hamamelidanae Takht. Sist. Filog. Cvetk. Rast.: 113 1967. 	   	
  - Rząd: Hamamelidales Griseb. Grundr.Syst.Bot.:127 1854 - oczarowce
- Nadrząd: Juglandanae Takht. ex Reveal Novon 2:236 1992
  - Rząd: Corylales Dumort. Anal. Fam. Pl.: 11 1829 - leszczynowce
  - Rząd: Fagales Engl. 1892 - bukowce
  - Rząd: Juglandales Dumort. Anal.Fam.Pl.:11 1829 - orzechowce
  - Rząd: Myricales Engl. in Engl. & Prantl Nat.Pflanzenfam.Nachtr.345 1897 - woskownicowce
  - Rząd: Rhoipteleales Novák ex Reveal Novon 2:239 1992
- Nadrząd: Myrothamnanae Takht. Divers.Classif.Fl.Pl.134 1997
  - Rząd: Myrothamnales Nakai ex Reveal Phytologia 74:176 1993
- Nadrząd: Trochodendranae Takht. ex Reveal Phytologia 79:71 1996
  - Rząd: Cercidiphyllales Hu ex Reveal Phytologia 74:174 1993 - grujecznikowce
  - Rząd: Eupteleales Hu ex Reveal Phytologia 74:174 1993
  - Rząd: Trochodendrales Takht. ex Cronquist Integr.Syst.Class.Fl.Pl.:157 1981

## Stara systematyka
- Rząd:oczarowce
  - Rodzina:platanowate
  - Rodzina:oczarowate
  - Rodzina:Myrothamnaceae
- Rząd:pokrzywowce
  - Rodzina:wiązowate
  - Rodzina:konopiowate
  - Rodzina:morwowate
  - Rodzina:pokrzywowate
- Rząd:orzechowce
  - Rodzina:orzechowate
  - Rodzina:Rhoipteleaceae
- Rząd:bukowce
  - Rodzina:bukowate
  - Rodzina:brzozowate
  - Rodzina:leszczynowate
- Rząd:woskownicowce
  - Rodzina:woskownicowate